# K-BOOKS
K-BOOKS(일본어: ケイ・ブックス 케이 북스[*])는 일본의 중고 상점 체인이다. 애니메이션, 만화, 동인지와, 일본의 성우 및 아이돌 관련 상품 등 오타쿠와 취미 상품들을 주로 취급한다.

## 연혁
K-BOOKS는 1992년 '겐짱의 만화학원 1호점(일본어: けんちゃんのマンガ塾1号店)'이라는, 도쿄도 도시마구 스가모(일본어: 巣鴨)에 위치한 중고 만화 서점으로 창업했다. 1994년 스가모에 2호점을 열고, 같은 해 1994년 K-BOOKS를 공식적인 회사로 설립했다.  1990년 중후반에는 도쿄도 내의 기치조지, 이케부쿠로, 아키하바라에 지점을 열었다. 2002년에는 오사카시에, 2017년에는 나고야시에 지점을 열었다.
이케부쿠로 지점에서 15년 간 운영한 동인지 위탁판매는 2019년 2월에 종료되었다.

## 운영
K-BOOKS는 동인지, 만화, 애니메이션, 소설, 인형, 코스프레 용품, 비디오 게임, 성우 및 아이돌 관련 상품 등 다양한 일본 대중문화와 오타쿠 상품들을 판매한다. 몇몇 지점들은 야오이, 보컬로이드 등 특정 분야의 상품에 전문화되어 있다.
K-BOOKS는 소매업에 더해 여러 코스프레계 음식점을 운영하고 있다. 야오이 장르의 라디오 드라마 레이블도 운영하고 있다.
아키하바라의 아키하바라 라디오회관 건물에 위치한 아키하바라 지점은 남성향 모에 상품에 특화되어 있다. 지요다구에 위치한 지점은 《나의 히어로 아카데미아》와 《귀멸의 칼날》 등 《주간 소년 점프》 상품들에 특화되어 있다. 이케부쿠로 오토메 로드(일본어: 乙女ロード)에 위치한 이케부쿠로 지점은 여성향 상품에 특화되어 있다.

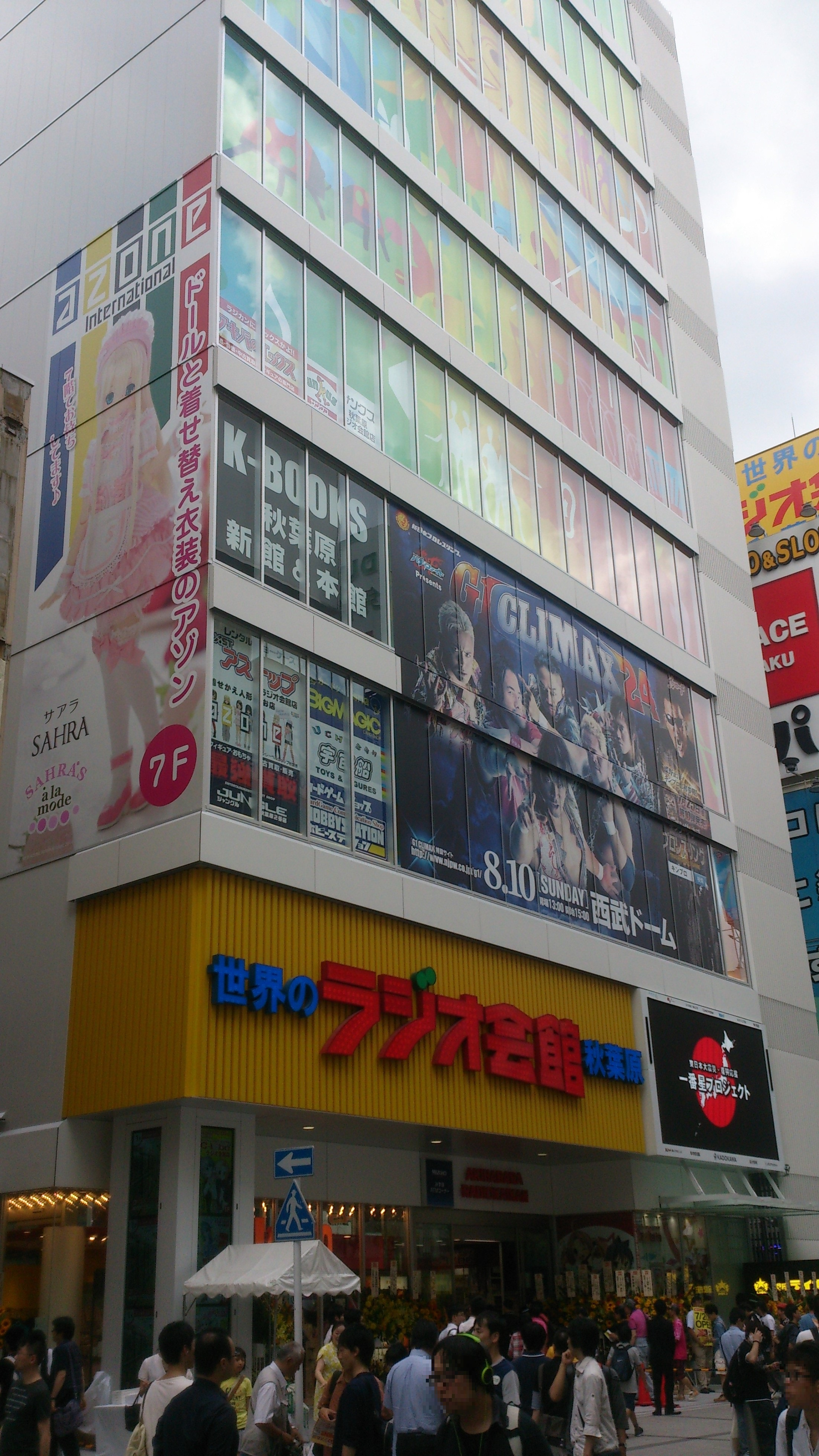
4층에 아키하바라 지점이 보이는 아키하바라 라디오회관
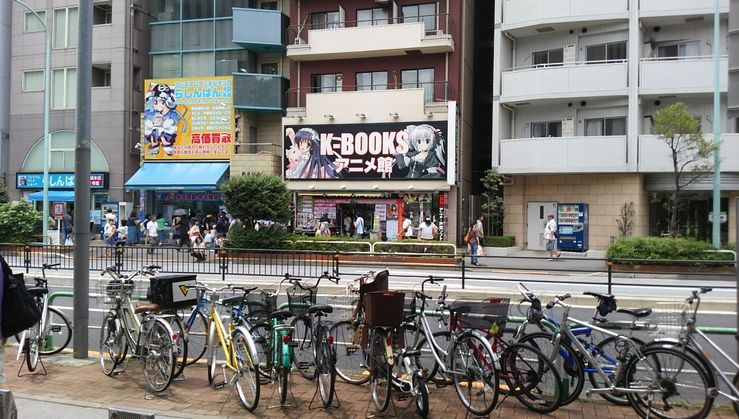
도쿄도의 이케부쿠로 지점
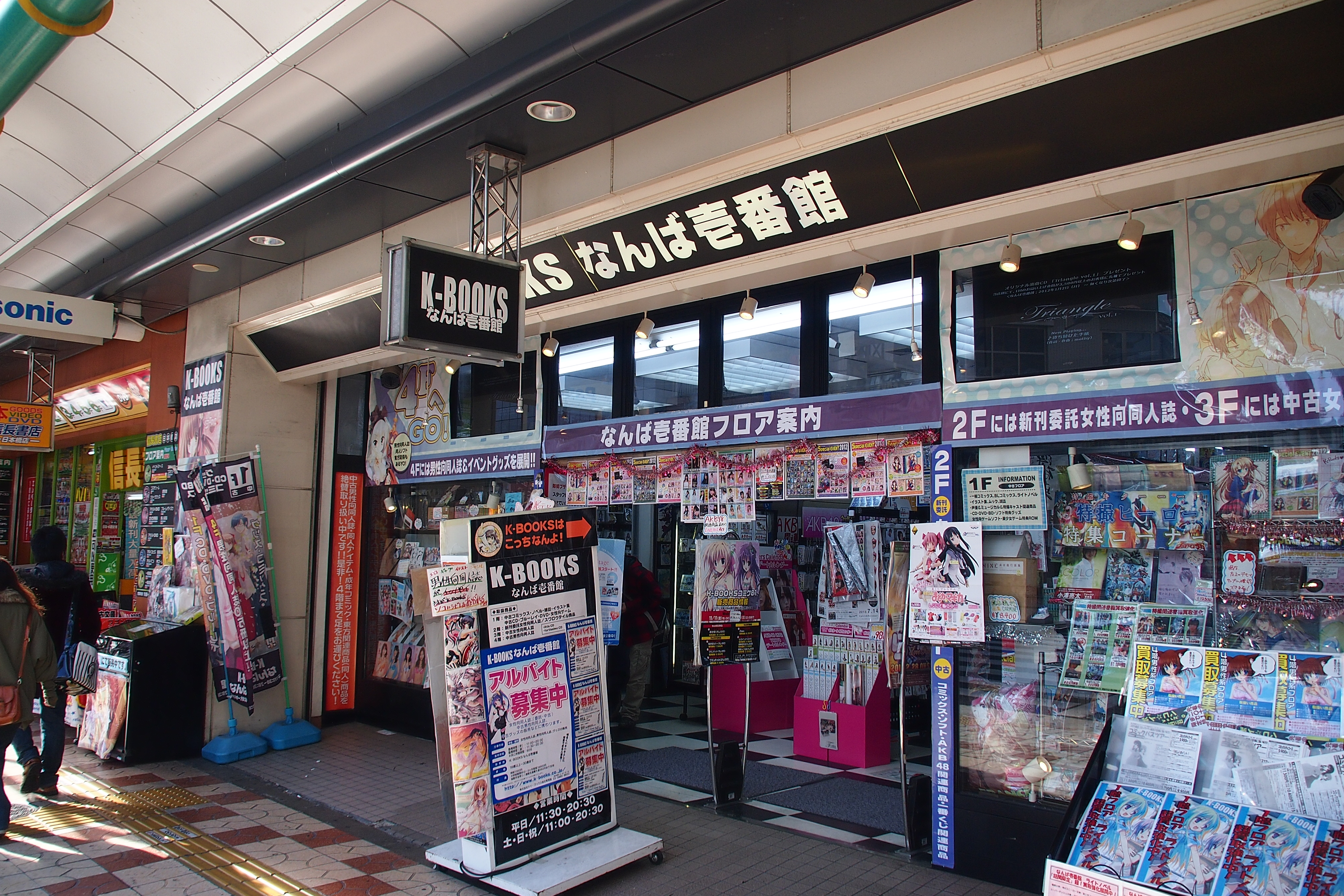
오사카시의 닛폰바시 지점

## 같이 보기
- 만다라케
- 애니메이트
- 코믹 토라노아나